# امیلی بارینجر
امیلی دانینگ بارینجر (انگلیسی: Emily Barringer؛ ۲۷ سپتامبر ۱۸۷۶ – ۸ آوریل ۱۹۶۱ (در سن ۸۴ سالگی)) نخستین جراح آمبولانس زن در جهان و اولین زنی بود که دوره رزیدنتی جراحی را گذراند.

## زندگی اولیه و تحصیل
امیلی دانینگ در اسکارسدیل، نیویورک، از ادوین جیمز دانینگ و فرانسیس گور لانگ زاده شد. این خانواده مرفه نیویورکی زمانی که او حدود ده سال داشت، با مشکلات مالی مواجه شدند و پدرش برای بازیابی ثروت خانوادگی به اروپا رفت و مادرش را با پنج فرزند تنها گذاشت. وقتی یکی از دوستان مادر دانینگ پیشنهاد داد که دخترشان می‌تواند شاگرد کلاهدوز شود، مادرش گفت: «این مسئله را حل می‌کند. تو به دانشگاه خواهی رفت.» دکتر ماری کورینا پاتنام جاکوبی، دوست خانواده، دوره آمادگی پزشکی دانشگاه کرنل را توصیه کرد و عموی او، هنری دبلیو. سیج، یکی از بنیانگذاران کرنل، موافقت کرد که شهریه‌اش را بپردازد. دوستان دیگر خانواده نیز در هزینه‌ها کمک کردند. امیلی دانینگ در سال ۱۸۹۷ فارغ‌التحصیل شد و تصمیم گرفت در کالج پزشکی بیمارستان زنان نیویورک تحصیل کند. در سال دوم تحصیل او، این کالج با دانشکده پزشکی جدید دانشگاه کرنل ادغام شد.
علیرغم اخذ مدرک پزشکی در سال ۱۹۰۱ و کسب دومین نمره برتر در آزمون صلاحیت، بیمارستان گاورنر در نیویورک سیتی از اعطای دوره انترنی به او خودداری کرد. سال بعد او دوباره درخواست داد، این بار با حمایت شخصیت‌های سیاسی و مذهبی، و بیمارستان او را پذیرفت—نخستین زنی که تا آن زمان برای آموزش تکمیلی جراحی در خدمت به یک بیمارستان پذیرفته شده بود.

## دوره رزیدنتی
بر اساس وبسایت کتابخانه ملی پزشکی، «همکاران مرد برینجر در دوره رزیدنتی، برنامه‌های دشوار شیفت‌های اورژانس و وظایف بخش را به او محول می‌کردند و از راه‌های دیگر او را آزار می‌دادند.» او دربارهٔ این آزارها در زندگینامه خود نوشته است که «ارزش حمایت مربیان، خانواده، دوستان، کادر پرستاری و عموم مردم را نشان می‌دهد.» به عنوان یکی از نخستین پزشکان زن در جامعه خود، حضور او با کنجکاوی و توجه رسانه‌های محلی مواجه شد.
او یک روز پس از اتمام دوره رزیدنتی در سال ۱۹۰۴ با بنجامین برینجر، همکار پزشک خود، ازدواج کرد. این زوج دو فرزند به نام‌های بنجامین لانگ برینجر و ولونا برینجر استیور داشتند. در طول جنگ جهانی اول، او به عنوان معاون رئیس کمیته خدمات جنگی بیمارستان‌های زنان آمریکا در انجمن پزشکی زنان ملی (که بعدها به انجمن پزشکی زنان آمریکا تغییر نام یافت) خدمت کرد و کمپینی برای جمع‌آوری پول جهت ارسال آمبولانس به اروپا رهبری کرد.

## حرفه متأخر
پس از جنگ جهانی اول، برینجر در چندین بیمارستان نیویورک، از جمله بیمارستان پلی‌کلینیک نیویورک، بیمارستان زنان و کودکان نیویورک، بیمارستان کینگستون اونیو در بروکلین، و بیمارستان زایمانی مارگارت هاگ کار کرد. او در مطالعه و درمان بیماری‌های مقاربتی تخصص داشت و همچنین در چندین از این بیمارستان‌ها سمت‌های رهبری را بر عهده گرفت.
برینجر حامی حق رأی زنان بود و برای بهبود آموزش پزشکی زنان، بهداشت عمومی و اصلاحات در درمان زنان زندانی تلاش می‌کرد. او در سال ۱۹۴۲ رئیس انجمن پزشکی زنان آمریکا بود. در مقام هم‌رئیس کمیته خدمات جنگی این انجمن، او بیمارستان زنان آمریکا در اروپا را سازماندهی کرد که در طول و پس از جنگ مراقبت‌های پزشکی و جراحی ارائه می‌داد.
در طول جنگ جهانی دوم، برینجر برای اعطای درجه افسری به پزشکان زن در سپاه ذخیره پزشکی ارتش تلاش کرد. فعالیت‌های لابیگری برینجر منجر به تصویب قانون اسپارکمن در سال ۱۹۴۳ توسط کنگره شد که به زنان اجازه می‌داد به عنوان افسر جزء در سپاه ذخیره پزشکی ارتش، و همچنین نیروی دریایی و خدمات بهداشت عمومی خدمت کنند. او بعدها در دریِن و نیو کانان، کنتیکت زندگی کرد. در سال ۲۰۰۰ به تالار مشاهیر زنان کنتیکت راه یافت و در سال ۱۹۶۱ درگذشت.
زندگینامه او با عنوان از بولوری تا بلویو: داستان نخستین جراح زن آمبولانس نیویورک، در سال ۱۹۵۲ توسط ام‌جی‌ام به فیلم دختر سفیدپوش تبدیل شد.